# بيير لوي دولون
بيير لوي دولون (بالفرنسية: Pierre Louis Dulong)‏ هو فيزيائي وكيميائي فرنسي عاش في أواخر القرن الثامن عشر وأوائل القرن التاسع عشر للميلاد في الفترة ما بين 1785 - 1838.
دخل دولون في المدرسة المتعددة التكنولوجية، إلا أن عانى من صعوبات صحية أعاقت إكمالها. درس الكيمياء تحت إشراف لوي جاك تينار.
اكتشف في أبحاثه على الغازات مركب ثلاثي كلوريد النتروجين، ولكن تسبب ذلك في إحدى المرات بوقوع حادث فقد فيه إحدى عينيه وثلاثاً من أصابعه.
ركز دولون في أبحاثه على الغازات وعلى دراسة الحرارة النوعية؛ واشتهر بإسهامه في وضع قانون دولون-بتي مع زميله العالم الفرنسي ألكسي تيريز بتي.